# رقص بریک ۳
رقص بریک ۳ (به انگلیسی: Breakdance 3) با نام اصلی: رپین (به انگلیسی: Rappin) یک فیلم موزیکال آمریکایی محصول سال ۱۹۸۵ به کارگردانی جوئل سیلبرگ است که توسط آدام فریدمن و رابرت جی لیتز نوشته شده و تهیه‌کننده مناهم گولان و یورام گلوباس می‌باشد. این فیلم دنباله ای بر فیلم رقص بریک ۲ نمی‌باشد و تمامی شخصیت‌های داستانی متفاوت و جدا از دو قسمت قبلی این مجموعه فیلم است.

## بازیگران
- ماریو فن پیبلز: جان هود
- روتانیا آلدا: سسیلیا
- ایده بیرد: مادر بزرگ
- رونی کلتون: سدریک
- کادئم هاردیسون
- اریک لا سال
- لئو اوبراین: آلن
- توماس راس: توماس
- جو چاد: برتون
- تیسا والنزا: دیکسی
- یوجین وایلد: خودش